# Stanisław Bakun
Stanisław Bakun (ur. 22 marca 1875 w Jezioryszczach, zm. 9 marca 1942 w ZSRR) – weterynarz, major lekarz weterynarii Wojska Polskiego.

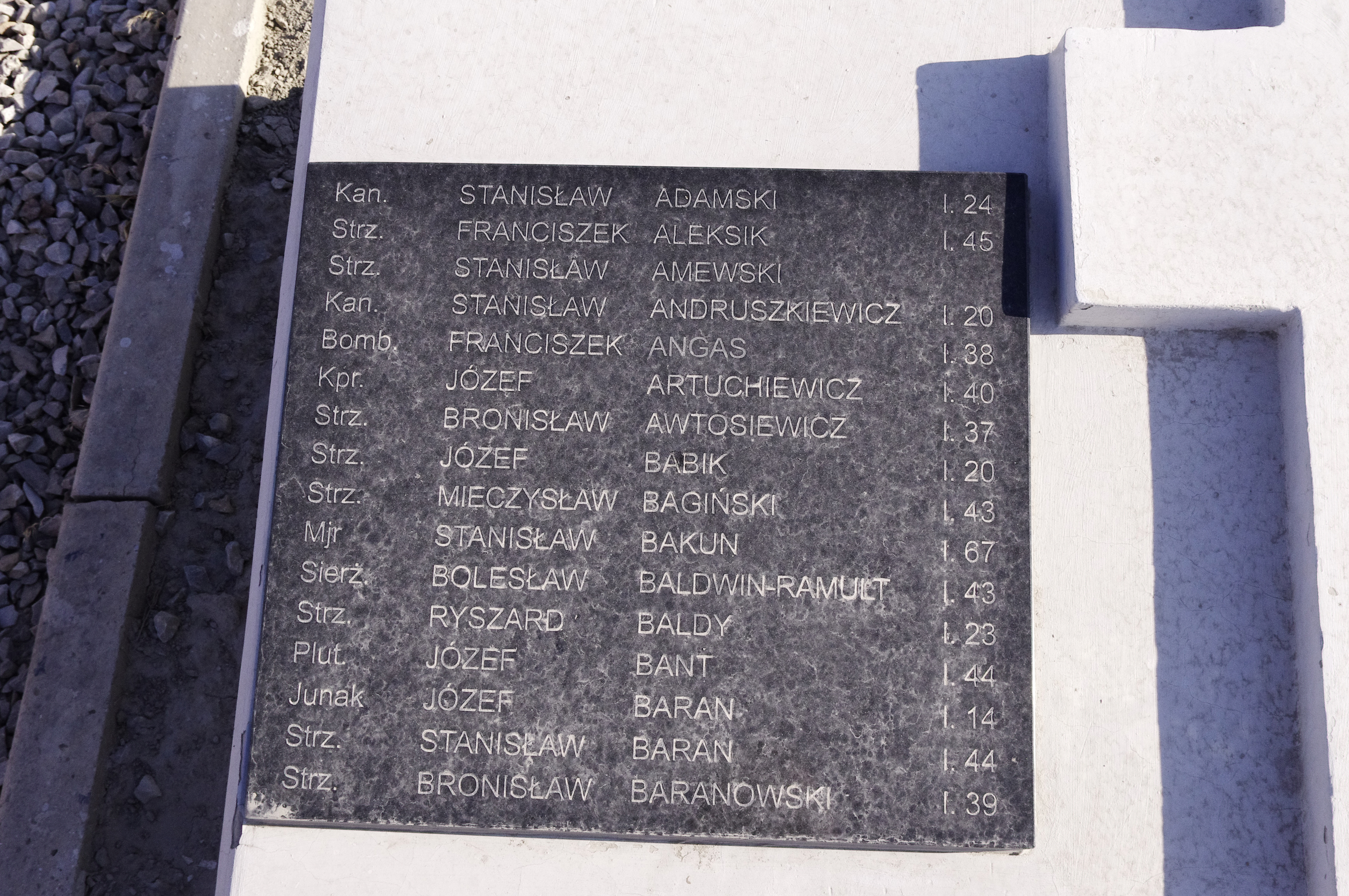
Tablica z nazwiskiem St. Bakuna na cmentarzu w Kermine

## Życiorys
Urodził się 22 marca 1875 w Jezioryszczach (powiat oszmiański). W 1901 uzyskał dyplom lekarza weterynarii w Instytucie Weterynaryjnym na Uniwersytecie w Dorpacie. Podczas studiów był członkiem polskiej korporacji akademickiej „Lutycja”. Był zatrudniony na stanowisku sejmikowego lekarza weterynaryjnego w Gostyninie. W 1911 prowadził własną lecznicę dla zwierząt przy ulicy Ostrobramskiej 16 w Wilnie. Zamieszkiwał wówczas przy ul. Jarosławskiej 4.
Po zakończeniu I wojny światowej i odzyskaniu przez Polskę niepodległości był sekretarzem Zjazdu Lekarzy Weterynaryjnych w Wilnie w dniach 24-25 listopada 1918 (po którym utworzono Wileńskie Towarzystwo Lekarzy Weterynaryjnych oraz Studium Weterynaryjne na Wydziale Lekarskim Uniwersytet Wileńskiego), podpisując wówczas odezwę do społeczeństwa i zostając członkiem sekcji weterynaryjnej przy komisji organizacyjno-rewindykacyjnej uniwersytetu.
Został przyjęty do Wojska Polskiego. Został awansowany na stopień majora. Według stanu z marca 1921 pełnił funkcję szefa weterynarii w Wojsku Litwy Środkowej gen. Lucjana Żeligowskiego. Później został zweryfikowany w stopniu majora lekarza rezerwy weterynarii ze starszeństwem z 1 czerwca 1919. W 1923, 1924 był oficerem rezerwowym w Kadrze Okręgowego Szpitala Koni Nr III we Grodnie. W 1934 pozostawał w korpusie oficerów rezerwy weterynaryjnych i pozostawał wówczas w ewidencji Powiatowej Komendy Uzupełnień Sanok. W 1934 jako major rezerwy był na liście oficerów pospolitego ruszenia i pozostawał wówczas w ewidencji Powiatowej Komendy Uzupełnień Płock. Po przejściu w stan spoczynku zamieszkiwał w Wilnie. Do 1939 prowadził lecznicę dla zwierząt przy ulicy Ostrobramskiej 16 w Wilnie, gdzie był weterynarzem.
Podczas II wojny światowej był majorem Polskich Sił Zbrojnych w ZSRR. Zmarł 9 marca 1942. Został pochowany na polskim cmentarzu przy stacji kolejowej w uzbeckim Kermine (późniejsze miasto Nawoi).